# Anton Franz Hölzl
Anton Franz Hölzl (* 19. November 1874 in Wien; † 19. Februar 1946 ebenda) war ein österreichischer Politiker der Sozialdemokratischen Arbeiterpartei (SdP).

## Ausbildung und Beruf
Nach dem Besuch der Volksschule besuchte er eine Bürgerschule. Er wurde Schriftsetzerlehrling und ging an eine Gremialfachschule für Buchdrucker. Er besuchte auch einen privaten Mittelschulkurs. 1892 wurde er Schriftsetzer in der Österreichischen Staatsdruckerei. Er arbeitete auch als Korrespondent und hatte zahlreiche Auslandsaufenthalte, unter anderem in Berlin, St. Petersburg, Paris und London.

## Politische Funktionen
- 1892: Beitritt zur SdP
- 1918: Mitglied der Bezirksvertretung Wien/Favoriten
- Vorstandsmitglied der Urania
- Obmann des Arbeiter-Abstinenten Bundes

## Politische Mandate
- 4. März 1919 bis 9. November 1920: Mitglied der Konstituierenden Nationalversammlung, SdP
- 10. November 1920 bis 1. Oktober 1930: Mitglied des Nationalrates (I., II. und III. Gesetzgebungsperiode), SdP
- 2. Dezember 1930 bis 17. Februar 1934: Mitglied des Nationalrates (IV. Gesetzgebungsperiode), SdP

## Sonstiges
Anton Franz Hölzl verbüßte 1934 und 1944 politische Freiheitsstrafen.